# Pordenone Calcio
Pordenone Calcio, vanligen kallad Pordenone, är en fotbollsklubb baserad i Pordenone, Friuli-Venezia Giulia, Italien. Klubben spelar för närvarande i grupp A i Lega Pro Prima Divisione.

## Historik
Klubben grundades 1920 som Football Club Pordenone. 
Säsongen 2007–08 flyttades klubben upp från Eccellenza Friuli – Venezia Giulia till Serie D och sex säsonger senare (2014) flyttades dom upp till nya Lega Pro. Klubben degraderades 2015 men lyckades ta sig upp igen till Lega Pro 2015–16 då det fanns lediga platser att fylla. Klubben nådde Lega Pro-slutspelet två säsonger i rad och besegrades i semifinalerna av Pisa och Parma, klubbarna som så småningom blev uppflyttade. 
2017 spelade Pordenone åttondelsfinal i Coppa Italia mot Inter Milan på San Siro, där matchen slutade oavgjort 0-0 men slogs ut med 5–4 i straffar. Detta är det längsta laget någonsin nått i tävlingen. Pordenone vann successivt grupp B i Lega Pro Prima Divisione säsongen 2018–19 under ledning av den rutinerade tränaren Attilio Tesser, och blev därmed klara att spela i Serie B för första gången i klubbens historia. Klubbens första säsong i Serie B var i stort sett framgångsrik, där klubben nådde en fjärdeplats i ligan och nådde därmed slutspelet för uppflyttning till Serie A. Pordenones strävan efter en andra raka uppflyttning avslutades dock med en 2-1 förlust i semifinalen mot Frosinone.
Säsongen 2020-21 slutade Pordenone på 15:e plats i tabellen, Tesser fick sparken som tränare i april 2021 och ersattes av Maurizio Domizzi. Säsongen 2021-22 slutade laget sist i tabellen och degraderades till Lega Pro.